# Felipe Barreda y Laos
Felipe Barreda y Laos (Lima, 27 de enero de 1886-Buenos Aires, 5 de julio de 1973) fue un diplomático, historiador y político peruano. Miembro del Partido Civil y diputado por Lima (1917-1919), posteriormente fue embajador en Argentina y Uruguay, entre otras representaciones diplomáticas que ejerció. Se afincó en Buenos Aires, donde se le encargó la organización de los manuscritos de la Biblioteca Nacional. Es autor de obras de carácter histórico, pedagógico y jurídico.

## Biografía
Hijo de Enrique Barreda y Osma y Amalia Laos Argüelles. Cursó su educación básica en el Colegio de La Inmaculada de Lima. En 1903 ingresó a la Universidad Mayor de San Marcos, donde se graduó de doctor en Letras con su tesis Vida intelectual de la Colonia (1909); y de doctor en Derecho con su tesis La propiedad minera en el Perú y su reforma (1910). Se recibió de abogado.
Apenas concluidos sus estudios universitarios, fue invitado a ejercer la docencia en la Facultad de Letras de su alma mater. Dictó las asignaturas de Literatura Moderna y Literatura Castellana, y fundó la cátedra de Historia de América en 1912.
Miembro destacado del Partido Civil, en 1917 fue elegido diputado por la provincia de Cajatambo (Lima). Fue presidente de las comisiones de finanzas e instrucción de su cámara y presidente de la Junta Departamental de Lima. Participó en la comisión encargada del espinoso asunto de La Brea y Pariñas y sugirió que la mejor salida sería el arbitraje internacional. Por entonces era presidente del Perú José Pardo y Barreda, líder del civilismo y pariente suyo, que estaba en su segundo gobierno. 
Consumado el golpe de Estado de Augusto B. Leguía contra el presidente José Pardo, fue apresado y desterrado en septiembre de 1919, acusado de formar parte de un complot contra el gobierno de facto. Pasó entonces a los Estados Unidos, donde se dedicó a la agricultura, en el estado de Maryland. En algunas oportunidades, fue invitado a dictar conferencias en diversas universidades de dicho país y en Europa.
Desde Nueva York, y junto con Alejandro Revoredo, editó un periódico antileguiísta, La República, autodenominado «órgano de la opinión pública independiente del Perú».   Producida la caída de Leguía, fue nombrado embajador en Argentina (1930-1941) y Uruguay (1941-1944). Por esos años representó también al Perú ante la Corte Internacional de Justicia de La Haya (1930-1933) y participó como mediador en la conferencia de paz que puso fin a la guerra entre Bolivia y Paraguay (1935); entre otras representaciones diplomáticas ejercidas bajo los gobiernos de Óscar R. Benavides (2.º) y Manuel Prado Ugarteche (1.º).
Instalado definitivamente en Buenos Aires, se le encargó la organización de la sección de manuscritos de la Biblioteca Nacional. Publicó entonces una revista documental en veinticinco volúmenes (1944-1945).
Fue miembro de número de la Instituto Histórico del Perú, luego Academia Nacional (desde 1908) y de la Academia Peruana de la Lengua (desde 1917). Así como miembro activo de la Sociedad Geográfica de Lima (desde 1912).

## Publicaciones
Publicó obras de carácter histórico, pedagógico y jurídico.
- Vida intelectual de la Colonia (1909, 1937 y 1964), considerada su obra más importante, es un estudio de la evolución de las ideas filosóficas y su influencia en el desarrollo de la educación colonial
- La propiedad minera en el Perú y su reforma (1910)
- La reforma de la instrucción pública en el Perú (1919)
- The Monroe Doctrine (1927)
- La crisis del panamericanismo (1930)
- América Latina ante la crisis mundial (1932)
- Crítica de la enseñanza de historia de América (1932)
- ¿Hispano América en guerra? (1941)
- El general Tomás Guido: vida, diplomacia, revelaciones y confidencias (1942)
- Segunda emancipación de América Hispana (1947)
- La Antártida sudamericana ante el Derecho Internacional (1948)
- Roque Sáenz Peña (1954)
- Dos Américas, dos mundos (1955)